# Pierre-Armand Dufau
Pierre-Armand Dufau, född 1795, död 1877, var en fransk blindpedagog.
Dufau blev 1815 biträdande och 1840 direktör vid Institut national des jeunes aveugles i Paris. Här ledde Dufau ett omfattande arbete till förmån för den brailleska punktskriften, de blindas musikutbildning och deras fysiska fostran. Han mest betydande arbete var grundandet av Société de placement et de secours pour patronace aux anciens élèves de l'institut.